# Cộng đồng các Quốc gia Độc lập
Cộng đồng các Quốc gia Độc lập (SNG hay CIS) là các quốc gia thành viên cũ của Liên bang Cộng hòa Xã hội chủ nghĩa Xô viết, đã lần lượt tách ra để trở thành các nước độc lập sau khi toàn bộ hệ thống xã hội chủ nghĩa châu Âu sụp đổ vào năm 1990. Các nước cộng hoà thuộc Liên Xô cũ mặc dù đã tuyên bố độc lập nhưng vẫn có nhu cầu phối hợp hoạt động cùng nhau trong các lĩnh vực chính trị, kinh tế, văn hoá, chính sách đối ngoại...

## Viết tắt
Một số tài liệu thường dùng cách viết tắt SNG (tiếng Nga: Содружество Независимых Государств, viết tắt: СНГ, chuyển tự sang ký tự Latinh thành Sodruzhestvo Nezavisimykh Gosudarstv) hay CIS (tiếng Anh: Commonwealth of Independent States) để chỉ Cộng đồng các Quốc gia Độc lập này.

## Lịch sử

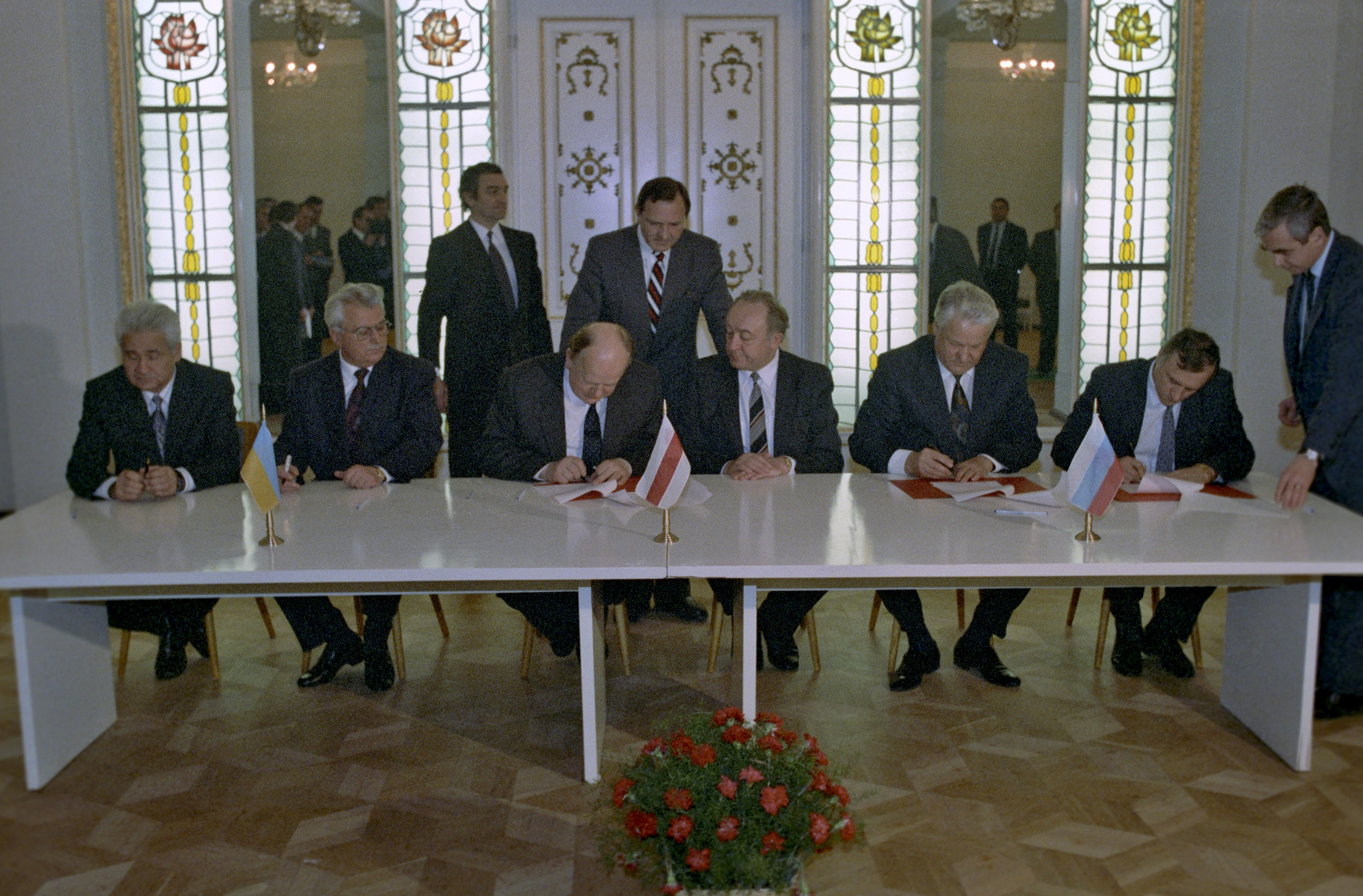
Ký kết hiệp định thành lập Cộng đồng các Quốc gia Độc lập, 8 tháng 12 năm 1991.

Tổ chức được thành lập vào ngày 8 tháng 12 năm 1991 bởi các quốc gia Belarus, Nga, và Ukraina, khi các nhà lãnh đạo của ba quốc gia này họp tại Khu dự trữ tự nhiên Belovezhskaya Pushcha, cách khoảng 50 km (31 mi) về phía bắc của Brest thuộc Belarus và ký kết "Hiệp định thành lập Cộng đồng các Quốc gia độc lập", được gọi là Hiệp định Sáng lập (tiếng Nga: Соглашение, Soglasheniye), vào lúc giải thể Liên Xô và lập SNG làm một thực thể để kế thừa. Đồng thời, họ tuyên bố rằng liên minh mới sẽ mở cửa với toàn bộ các nước cộng hòa thuộc Liên Xô cũ, và cho các quốc gia khác có cùng các mục tiêu tương tự. Hiến chương SNG tuyên bố rằng toàn bộ thành viên là các quốc gia có chủ quyền và độc lập và do đó thủ tiêu Liên Xô trên thực tế.
Ngày 21 tháng 12 năm 1991, các nhà lãnh đạo của tám cựu cộng hòa Xô viết khác là Armenia, Azerbaijan, Kazakhstan, Kyrgyzstan, Moldova, Turkmenistan, Tajikistan, và Uzbekistan – ký kết Nghị định thư Alma-Ata để mở rộng SNG bao gồm các quốc gia này, số quốc gia tham dự tổ chức do vậy tăng lên thành 11. Gruzia và Ukraina gia nhập hai năm sau đó, trong tháng 12 năm 1993. Đến lúc này, có 12 cựu cộng hòa Xô viết tham dự SNG, ba quốc gia Baltic không tham dự và gia nhập Liên minh châu Âu vào năm 2004.
Từ năm 2003 đến năm 2005, ba quốc gia thành viên SNG trải qua thay đổi chính phủ trong một loạt cách mạng sắc màu: Eduard Shevardnadze bị lật đổ tại Gruzia; Viktor Yushchenko đắc cử tại Ukraina; và Askar Akayev bị lật đổ tại Kyrgyzstan. Trong tháng 2 năm 2006, Gruzia rút khỏi Hội đồng Bộ trưởng Quốc phòng, với tuyên bố rằng "Gruzia đi theo hướng gia nhập NATO và không thể đồng thời là bộ phận của hai cấu trúc quân sự", song quốc gia này duy trì là một thành viên đầy đủ của SNG cho đến tháng 8 năm 2009, tức một năm sau khi chính thức rút ra ngay sau Chiến tranh Nga-Gruzia. Đến tháng 3 năm 2007, Tổng thư ký Hội đồng An ninh Nga Igor Ivanov bày tỏ nghi ngờ của mình về tính hữu ích của SNG, nhấn mạnh rằng Cộng đồng Kinh tế Á Âu đang trở thành một tổ chức có khả năng hơn nhằm thống nhất các quốc gia lớn nhất trong SNG. Sau khi Gruzia rút ra, các tổng thống của Uzbekistan, Tajikistan, và Turkmenistan bỏ hội nghị tháng 10 năm 2009 của SNG, đều vì các vấn đề nội bộ và bất đồng với Liên bang Nga.
Tháng 5 năm 2009, Armenia, Azerbaijan, Belarus, Gruzia, Moldova, và Ukraina gia nhập Quan hệ Đối tác Phương Đông, một kế hoạch do Liên minh châu Âu đề xướng.

## Thành viên
Cộng đồng các Quốc gia Độc lập có 9 quốc gia thành viên đầy đủ.
Hiệp định Sáng lập vẫn là văn kiện hợp thành chủ yếu của SNG cho đến tháng 1 năm 1993, khi Hiến chương SNG (tiếng Nga: Устав, Ustav) được thông qua. Hiến chương chính thức hóa khái niệm quyền thành viên: một quốc gia thành viên được định nghĩa là một quốc gia phê chuẩn Hiến chương SNG (khoản 2, điều 7).
Turkmenistan không phê chuẩn hiến chương và thay đổi vị thế trong SNG của bản thân sang thành viên liên kết vào ngày 26 tháng 8 năm 2005 nhằm phù hợp với tình trạng trung lập quốc tế được Liên Hợp Quốc công nhận của mình.
Mặc dù Ukraina là một thành viên sáng lập và phê chuẩn Hiệp định Sáng lập trong tháng 12 năm 1991, song quốc gia này lựa chọn không phê chuẩn Hiến chương SNG do bất đồng với Nga về việc liên bang này là quốc gia kế thừa hợp pháp duy nhất của Liên Xô. Do đó, Ukraina không tự xem mình như một thành viên của SNG. Năm 1993, Ukraina trở thành một "thành viên liên kết" của SNG. Tháng 9 năm 2015, Bộ Ngoại giao Ukraina xác nhận Ukraina sẽ tiếp tục là bộ phận trong SNG "trên cơ sở có chọn lọc". Kể từ tháng đó, Ukraina không có đại biểu trong tòa nhà Ủy ban Chấp hành SNG.
Trong bối cảnh Nga ủng hộ cho các khu vực ly khai tại Moldova, Gruzia, và Ukraina, cũng như vi phạm Hiệp định Istanbul, các sáng kiến lập pháp nhằm bác bỏ hiệp định sáng lập SNG được đệ trình lên Nghị viện Moldova vào ngày 25 tháng 3 năm 2014, song chúng không được phê chuẩn.

### Quốc gia thành viên
| Quốc gia   | Phê chuẩn hiệp định/nghị định thư | Phê chuẩn hiến chương | Ghi chú           |
| ---------- | --------------------------------- | --------------------- | ----------------- |
| Armenia    | 18 tháng 2 năm 1992               | 16 tháng 3 năm 1994   | quốc gia sáng lập |
| Azerbaijan | 24 tháng 9 năm 1993               | 24 tháng 9 năm 1993   |                   |
| Belarus    | 10 tháng 12 năm 1991              | 18 tháng 1 năm 1994   | quốc gia sáng lập |
| Kazakhstan | 23 tháng 12 năm 1991              | 20 tháng 4 năm 1994   | quốc gia sáng lập |
| Kyrgyzstan | 6 tháng 3 năm 1992                | 12 tháng 4 năm 1994   | quốc gia sáng lập |
| Moldova    | 8 tháng 4 năm 1994                | 15 tháng 4 năm 1994   |                   |
| Nga        | 12 tháng 12 năm 1991              | 20 tháng 7 năm 1993   | quốc gia sáng lập |
| Tajikistan | 26 tháng 6 năm 1993               | 4 tháng 8 năm 1993    |                   |
| Uzbekistan | 4 tháng 1 năm 1992                | 9 tháng 2 năm 1994    | quốc gia sáng lập |

### Quốc gia liên kết
| Quốc gia | Phê chuẩn hiệp định/nghị định thư | Phê chuẩn hiến chương | Ghi chú                                         |
| -------- | --------------------------------- | --------------------- | ----------------------------------------------- |
| Ukraina  | 10 tháng 12 năm 1991              | không phê chuẩn       | quốc gia sáng lập. Thành viên liên kết từ 2018. |

### Quan sát viên
| Quốc gia    | Tình trạng quan sát viên thu được | Phê chuẩn hiến chương | Ghi chú |
| ----------- | --------------------------------- | --------------------- | ------- |
| Afghanistan | 2008                              | không phê chuẩn       | [ 28 ]  |
| Mông Cổ     | 2008                              | không phê chuẩn       | [ 29 ]  |

### Cựu thành viên
| Quốc gia | Phê chuẩn hiệp định/nghị định thư | Phê chuẩn hiến chương | Rút lui             | Hiệu lực            | Ghi chú |
| -------- | --------------------------------- | --------------------- | ------------------- | ------------------- | ------- |
| Gruzia   | 3 tháng 12 năm 1993               | 19 tháng 4 năm 1994   | 18 tháng 8 năm 2008 | 18 tháng 8 năm 2009 |         |

### Thành viên khác
| Quốc gia     | Phê chuẩn hiệp định/nghị định thư | Phê chuẩn hiến chương | Ghi chú |
| ------------ | --------------------------------- | --------------------- | ------- |
| Turkmenistan | 21 tháng 12 năm 1991              | không phê chuẩn       |         |

## Lãnh đạo

### Thư ký chấp hành

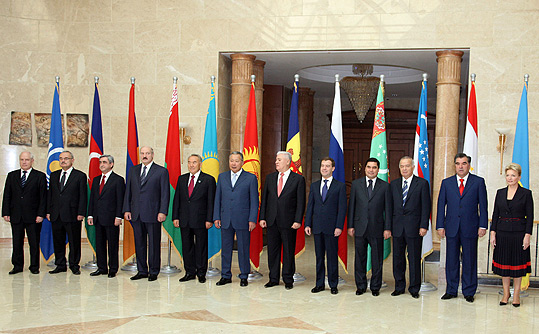
Các nhà lãnh đạo SNG họp tại Bishkek, 2008.

| Tên               | Quốc gia | Nhiệm kỳ                                   |
| ----------------- | -------- | ------------------------------------------ |
| Ivan Korotchenya  | Belarus  | 26 tháng 12 năm 1991 – 29 tháng 4 năm 1998 |
| Boris Berezovsky  | Nga      | 29 tháng 4 năm 1998 – 4 tháng 3 năm 1999   |
| Ivan Korotchenya  | Belarus  | 4 tháng 3 – 2 tháng 4 năm 1999             |
| Yury Yarov        | Nga      | 2 tháng 4 năm 1999 – 14 tháng 6 năm 2004   |
| Vladimir Rushailo | Nga      | 14 tháng 6 năm 2004 – 5 tháng 10 năm 2007  |
| Sergei Lebedev    | Nga      | 5 tháng 10 năm 2007 – đương nhiệm          |

## Nhân quyền
Kể từ khi bắt đầu, một trong các mục tiêu chủ yếu của SNG là tạo một diễn đàn để thảo luận các vấn đề liên quan đến phát triển xã hội và kinh tế của các quốc gia mới độc lập. Nhằm đạt được mục tiêu này, các quốc gia thành viên chấp thuận xúc tiến và bảo vệ nhân quyền. Các nỗ lực ban đầu nhằm đạt được mục tiêu này chỉ gồm các tuyên bố thiện chí, song vào ngày 26 tháng 5 năm 1995, SNG thông qua một Công ước SNG về Nhân quyền và các quyền Tự do cơ bản.
Thậm chí từ trước hiệp ước nhân quyền 1995, theo điều 33 của Hiến chương SNG được thông qua vào năm 1991, sẽ lập một Ủy ban Nhân quyền được đặt tại Minsk, Belarus. Điều này được xác nhận theo quyết định của Hội đồng các Nguyên thủ quốc gia SNG vào năm 1993. Năm 1995, SNG thông qua một hiệp ước nhân quyền gồm các quyền dân sự và chính trị cũng như xã hội và kinh tế. Hiệp ước này có hiệu lực vào năm 1998. Hiệp ước SNG theo mô hình của Công ước châu Âu về Nhân quyền, song thiếu các cơ chế thi hành mạnh. Trong Hiệp định SNG, Ủy ban Nhân quyền có quyền lực được xác định mơ hồ. Tuy nhiên, Quy chế Ủy ban Nhân quyền, cũng được các quốc gia thành viên SNG thông qua, trao cho Ủy ban quyền giao thiệp liên quốc gia cũng như cá nhân.
Các thành viên của SNG, đặc biệt là tại Trung Á, tiếp tục nằm trong số quốc gia có hồ sơ nhân quyền tệ nhất thế giới. Nhiều nhà hoạt động chỉ ra thảm sát Andijan 2005 tại Uzbekistan, hay sùng bái cá nhân Tổng thống Gurbanguly Berdimuhamedow của Turkmenistan, để thể hiện rằng hầu như không có cải thiện về nhân quyền tại Trung Á kể từ khi Liên Xô sụp đổ. Việc Tổng thống Vladimir Putin củng cố quyền lực dẫn đến suy giảm dần quá trình cải thiện nhân quyền khiêm tốn trong những năm trước tại Nga. Ngược lại, Nga cùng các quốc gia CSTO trung thành nhất đã tố cáo khối GUAM thường xuyên can thiếp nội bộ của khối SNG. Cộng đồng các Quốc gia Độc lập tiếp tục đối diện với các thách thức nghiêm trong để đáp ứng ngay cả các tiêu chuẩn quốc tế cơ bản.

## Cấu trúc quân sự
Hiến chương SNG thiết lập Hội đồng Bộ trưởng Quốc phòng, được trao trách nhiệm điều phối hợp tác quân sự với các quốc gia thành viên SNG. Hội đồng phát triển các tiếp cận có khái niệm đối với các vấn đề quân sự và chính sách phòng thủ của các quốc gia thành viên SNG; phát triển các đề xuất nhằm ngăn ngừa xung đột vũ trang trên lãnh thổ các quốc gia thành viên hoặc với sự tham gia của họ; đưa ra các quan điểm chuyên môn về soạn thảo các hiệp định và thỏa thuận liên quan đến vấn đề phòng thủ và quân sự; các vấn đề liên quan đến đề nghị và đề xuất chú ý lên Hội đồng Nguyên thủ quốc gia. Một công việc cũng quan trọng của Hội đồng là theo sát các hành động pháp luật trong khu vực về phát triển phòng thủ và quân sự.
Một biểu thị quan trọng của quá trình hội nhập trong lĩnh vực hợp tác quân sự và phòng thủ của các quốc gia thành viên SNG là tạo ra Hệ thống Phòng thủ hàng không SNG chung vào năm 1995. Trong nhiều năm, các quân nhân trong Hệ thống phát triển gấp đôi dọc theo biên giới phía tây, biên giới châu Âu của SNG, và gấp 1,5 lần tại biên giới phía nam.
Khi Boris Yeltsin trở thành Bộ trưởng Quốc phòng Nga vào ngày 7 tháng 5 năm 1992, nhân vật được bổ nhiệm làm Tổng tư lệnh Quân đội SNG là Yevgeny Shaposhnikov cùng nhân viên của mình bị đẩy khỏi tòa nhà Bộ Quốc phòng và Tổng tư lệnh và được trao cho văn phòng tại trụ sở cũ của Khối Warszawa tại 41 Leningradsky Prospekt ở phía bắc Moskva. Shaposhnikov từ chức vào tháng 6 năm 1993.
Trong tháng 12 năm 1993, trụ sở quân đội SNG bị bãi bỏ. Thay vào đó, 'Hội đồng Bộ trưởng Quốc phòng SNG lập một trụ sở hợp tác phối hợp quân sự SNG (MCCH) tại Moskva, với 50% kinh phí do Nga cung cấp.' Tướng Viktor Samsonov được bổ nhiệm làm tổng tư lệnh. Trụ sở nay chuyển về 101000, Москва, Сверчков переулок, 3/2, và 41 Leningradsky Prospekt do các cơ quan khác của Bộ Quốc phòng Nga tiếp quản.
Các tổng tư lệnh thành viên SNG từng phát biểu ủng hộ hợp nhất quân đội quốc gia của họ.

## Các tổ chức liên kết

### Khu vực mậu dịch tự do (CISFTA)
Năm 1994, các quốc gia thành viên SNG "đồng ý" thành lập một khu vực mậu dịch tự do (FTA), song họ chưa từng ký kết các hiệp định. Hiệp định năm 1994 bao gồm các thành viên SNG ngoại trừ Turkmenistan.
Năm 2009, một hiệp định mới được khởi động để hình thành Khu vực Mậu dịch tự do Cộng đồng các Quốc gia Độc lập (CISFTA). Tháng 10 năm 2011, hiệp định mậu dịch tự do mới được ký kết giữa tám trong 11 thủ tướng của SNG; Armenia, Belarus, Kazakhstan, Kyrgyzstan, Moldova, Nga, Tajikistan, và Ukraina trong một hội nghị tại St. Petersburg. Tính đến năm 2013, hiệp định được Ukraina, Nga, Belarus, Moldova, và Armenia phê chuẩn, và chỉ có hiệu lực giữa các quốc gia này.
Hiệp định mậu dịch tự do loại bỏ thuế xuất nhập khẩu trong một số mặt hàng song cũng bao gồm một số ngoại lệ và được loại trừ trong tương lai. Một hiệp định cũng được ký kết dựa trên các nguyên tắc cơ bản về quản lý tiền tệ và kiểm soát tiền tệ trong SNG cũng trong hội nghị tháng 10 năm 2011.
Tham nhũng và quan liêu là các vấn đề nghiêm trọng đối với mậu dịch trong các quốc gia SNG.

### Cộng đồng Kinh tế Á-Âu
Cộng đồng Kinh tế Á-Âu (EurAsEC hay EAEC) bắt nguồn từ một liên minh thuế quan giữa Belarus, Nga và Kazakhstan vào ngày 29 tháng 3 năm 1996. Nó được đặt tên là EAEC vào ngày 10 tháng 10 năm 2000 khi Belarus, Kazakhstan, Kyrgyzstan, Nga, và Tajikistan ký kết hiệp ước. EAEC chính thức hình thành khi được toàn bộ năm quốc gia thành viên phê chuẩn vào tháng 5 năm 2001. Armenia, Moldova và Ukraina giữ vị thế quan sát viên. EAEC hoạt động nhằm lập một thị trường năng lượng chung và khai thác sử dụng nước hiệu quả hơn tại Trung Á.

### Tổ chức Hợp tác Trung Á
Kazakhstan, Kyrgyzstan, Tajikistan, Turkmenistan và Uzbekistan thành lập Tổ chức Hợp tác Trung Á vào năm 1991 với tên gọi ban đầu là Thịnh vượng chung Trung Á (CAC). Đến năm 1994, tổ chức chuyển đổi thành Liên minh Kinh tế Trung Á (CAEU), song Tajikistan và Turkmenistan không tham gia. Năm 1998, tổ chức trở thành Tổ chức Hợp tác Kinh tế Trung Á (CAEC), đánh dấu Tajikistan trở lại. Ngày 28 tháng 2 năm 2002, tổ chức có tên như hiện tại. Nga gia nhập tổ chức vào ngày 28 tháng 5 năm 2004. Ngày 7 tháng 10 năm 2005, các thành viên quyết định rằng Uzbekistan sẽ gia nhập Cộng đồng Kinh tế Á-Âu và rằng các tổ chức sẽ hợp nhất. Các tổ chức hợp nhất vào ngày 25 tháng 1 năm 2006.

### Không gian Kinh tế chung
Sau thảo luận về hình thành một không gian kinh tế chung giữa các quốc gia SNG là Nga, Ukraina, Belarus, và Kazakhstan, thỏa thuận trên nguyên tắc về việc thành lập không gian này được công bố sau một hội nghị tại Novo-Ogarevo ngoại ô Moskva vào ngày 23 tháng 2 năm 2003. Không gian kinh tế chung sẽ bao gồm một ủy ban siêu quốc gia về mậu dịch và thuế quan, đặt căn cứ tại Kiev, ban đầu do một đại biểu của Kazakhstan lãnh đạo, và sẽ không lệ thuộc chính phủ của bốn quốc gia. Mục tiêu cuối cùng là một tổ chức khu vực mở cửa cho các quốc gia khác gia nhập, và có thể cuối cùng dẫn đến một tiền tệ duy nhất.
Ngày 22 tháng 3 năm 2003, Verkhovna Rada (Quốc hội Ukraina) bỏ phiếu với kết quả 266 ủng hộ và 51 phản đối gia nhập không gian kinh tế chung. Tuy nhiên, hầu hết tin rằng thắng lợi của Viktor Yushchenko trong bầu cử tổng thống Ukraina năm 2004 là một cú đánh mạnh chống dự án: Yushchenko biểu thị khôi phục quan tâm đến quyền thành viên của Ukraina trong Liên minh châu Âu và quyền thành viên như vậy sẽ xung khắc với ý tưởng không gian kinh tế chung. Người kế nhiệm Yushchenko là Viktor Yanukovych phát biểu vào ngày 27 tháng 4 năm 2010 "Việc Ukraina gia nhập Liên minh Thuế quan gồm Nga, Belarus và Kazakhstan hiện nay là không thể, do các nguyên tắc và pháp luật kinh tế của WTO không cho phép điều đó, chúng tôi phát triển chính sách của mình phù hợp với các nguyên tắc của WTO". Ukraina là một thành viên của WTO.
Một Liên minh Thuế quan gồm Belarus, Kazakhstan và Nga do đó được thành lập vào năm 2010, với một thị trường chung được dự kiến vào năm 2012.

### Tổ chức Hiệp ước An ninh Tập thể

Thành viên Tổ chức Hiệp ước An ninh Tập thể
Thành viên GUAM
Các thành viên SNG khác

Tổ chức Hiệp ước An ninh Tập thể (CSTO) hay gọi đơn giản là Hiệp ước Tashkent bắt đầu với tên gọi Hiệp ước An ninh Tập thể SNG được ký vào ngày 15 tháng 5 năm 1992 bởi Armenia, Kazakhstan, Kyrgyzstan, Nga, Tajikistan và Uzbekistan, tại thành phố Tashkent. Azerbaijan ký kết hiệp ước vào ngày 24 tháng 12 năm 1993, Gruzia ký vào ngày 9 tháng 12 năm 1993 và Belarus ký vào ngày 31 tháng 12 năm 1993. Hiệp ước có hiệu lực vào ngày 20 tháng 4 năm 1994.
Hiệp ước An ninh Tập thể được chế định tồn tại trong 5 năm trừ khi được gia hạn. Ngày 2 tháng 4 năm 1999, chỉ có sáu thành viên của hiệp ước ký kết một nghị định thư gia hạn hiệp ước thêm 5 năm nữa, trong khi Azerbaijan, Gruzia và Uzbekistan từ chối ký kết, và rút khỏi hiệp ước; cùng với Moldova và Ukraina, các nước này thành lập một tổ chức không liên kết thân phương Tây và Hoa Kỳ hơn mang tên "GUAM" (Gruzia, Ukraina, Azerbaijan, Moldova). Tổ chức mang tên Tổ chức Hiệp ước An ninh Tập thể vào ngày 7 tháng 10 năm 2002 tại Tashkent, Nikolai Bordyuzha được bổ nhiệm làm tổng thư ký của tổ chức mới và Ramil Nadirov được bàu làm Tham mưu trưởng của các quân đội trong CSTO. Năm 2005, các đối tác của Tổ chức Hiệp ước An ninh Tập thể tiến hành một số cuộc tập trận chung. Năm 2005, Uzbekistan rút khỏi GUAM, và vào ngày 23 tháng 6 năm 2006, quốc gia này trở thành một bên tham dự đầy đủ của CSTO và quyền thành viên của họ được quốc hội chính thức phê chuẩn vào ngày 28 tháng 3 năm 2008. CSTO là một tổ chức quan sát viên tại Đại hội đồng Liên Hợp Quốc.
Hiến chương tái xác nhận đề nghị toàn bộ các quốc gia thành viên tham gia tránh việc sử dụng hoặc đe dọa sử dụng vũ lực. Các bên ký kết sẽ không thể gia nhập các liên minh quân sự khác hay các tổ chức quốc gia khác, trong khi công kích một bên ký kết sẽ được cho là công kích toàn bộ các quốc gia ký kết. CSTO tổ chức tập trận chỉ huy hàng năm cho các quốc gia thành viên để có cơ hội cải thiện hợp tác liên tổ chức. Cuộc tập trận mang tên là "Rubezh 2008" được tổ chức tại Armenia với tổng cộng 4.000 binh sĩ từ toàn bộ 7 quốc gia thành viên.
Tháng 5 năm 2007, Tổng thư ký CSTO Nikolai Bordyuzha đề xuất Iran có thể gia nhập CSTO khi phát biểu "CSTO là một tổ chức mở. Nếu Iran nộp đơn phù hợp với hiến chương của chúng tôi, chúng tôi sẽ xem xét đơn." Nếu Iran gia nhập, đây sẽ là quốc gia đầu tiên bên ngoài Liên Xô cũ trở thành một thành viên của tổ chức.
Ngày 6 tháng 10 năm 2007, các thành viên CSTO đồng ý mở rộng lớn phạm vi của tổ chức, theo đó lập một lực lượng duy trì hòa bình CSTO có thể triển khai theo ủy thác của Liên Hợp Quốc hay không phải tại các quốc gia thành viên. Hành động mở rộng sẽ cho phép toàn bộ các thành viên mua vũ khí của Nga với giá như của quân đội Nga mua. CSTO ký kết một hiệp định với Tổ chức Hợp tác Thượng Hải (SCO), tại thủ đô Dushanbe của Tajikistan để mở rộng hợp tác trên các vấn đề như an ninh, tội phạm, và buôn bán ma túy.
Ngày 29 tháng 8 năm 2008, Nga tuyên bố sẽ tìm kiếm sự công nhận của CSTO đối với nền độc lập của Abkhazia và Nam Ossetia, ba ngày sau khi Nga chính thức công nhận hai lãnh thổ ly khai này.
Tháng 10 năm 2009, Ukraina từ chối cho phép Trung tâm Chống Khủng bố SNG thi hành diễn tập chống khủng bộ trên lãnh thổ của mình do Hiến pháp Ukraina cấm chỉ các đơn vị quân sự ngoại quốc hoạt động trên lãnh thổ quốc gia.
Cuộc tập trận lớn nhất từng được CSTO tổ chức cho đến đương thời, với 12.000 binh sĩ tham dự, được tiến hành từ ngày 19 đến ngày 27 tháng 9 năm 2011 nhằm tăng cường sự chuẩn bị sẵng sàng và hợp tác các kỹ thuật dẹp loạn, nhằm chống lại bất kỳ nỗ lực khởi nghĩa quần chúng nào như Mùa xuân Ả Rập.

## Các hoạt động khác

### Sứ mệnh quan sát bầu cử tranh nghị
Tổ chức Giám sát Bầu cử SNG (tiếng Nga: Миссия наблюдателей от СНГ на выборах) được thành lập trong tháng 10 năm 2002, sau khi các nguyên thủ Cộng đồng các Quốc gia Độc lập họp và thông qua Công ước về các tiêu chuẩn bầu cử dân chủ, quyền bầu cử, và quyền tự do trong các quốc gia thành viên Cộng đồng các Quốc gia Độc lập. SNG-EMO đã cử các quan sát viên bầu cử đến các quốc gia thành viên SNG kể từ đó; họ tán thành nhiều cuộc bầu cử vốn bị các quan sát viên độc lập chỉ trích dữ dội.
- Bản chất dân chủ trong vòng cuối của bầu cử tổng thống Ukraina, 2004, kéo theo Cách mạng Cam đưa đối lập lên nắm quyền, bị SNG nghi ngờ, trong khi Tổ chức An ninh và Hợp tác châu Âu (OSCE) cho rằng không có vấn đề đáng kể. Đây là lần đầu tiên các đội quan sát của SNG thách thức tính pháp lý của một cuộc bầu cử, cho rằng nó có thể được nhận định là bất hợp pháp. Ngày 15 tháng 3 năm 2005, Cơ quan Thông tin Độc lập Ukraina dẫn lời Dmytro Svystkov (phát ngôn viên Bộ Ngoại giao Ukraina) rằng Ukraina đã đình chỉ tham gia tổ chức giám sát bầu cử SNG.
- SNG tán dương bầu cử nghị viện Uzbekistan năm 2005 là "hợp pháp, tự do và minh bạch" trong khi OSCE gọi cuộc bầu cử tại Uzbekistan không đáp ứng tiêu chuẩn quốc tế về bầu cử dân chủ.[61][62]
- Nhà cầm quyền Moldova từ chối mời các quan sát viên SNG trong bầu cử nghị viện năm 2005, hành động này bị Nga chỉ trích. Vài chục quan sát viên như vậy từ Belarus và Nga bị chặn nhập cảnh Moldova.[63]
- Các quan sát viên SNG giám sát bầu cử nghị viện Tajikistan năm 2005 và tuyên bố rằng nó "hợp pháp, tự do và minh bạch." Tuy nhiên OSCE cho rằng cuộc bầu cử không đáp ứng các tiêu chuẩn quốc tế về bầu cử dân chủ.
- Các quan sát viên SNG nhận định bầu cử nghị viện Kyrgyzstan năm 2005 là "tổ chức tốt, tự do, và công bằng", trong khi các cuộc tuần hành quy mô lớn và thường mang tính bạo lực bùng phát trên toàn quốc nhằm kháng nghị điều mà phe đối lập gọi là bầu cử gian lận. Trong khi đó, OSCE báo cáo rằng bầu cử không đạt các tiêu chuẩn quốc tế trên nhiều lĩnh vực.[64]
- Các quan sát viên thuộc Hội đồng Liên nghị viện SNG cho rằng bầu cử địa phương tại Ukraina năm 2010 được tổ chức tốt.[65] Trong khi Hội đồng châu Âu phát hiện một số vấn đề liên quan đến một luật bầu cử mới được phê chuẩn ngay trước bầu cử[65] và Chính phủ Hoa Kỳ chỉ trích tiến trình bầu cử, cho rằng không "không đáp ứng các tiêu chuẩn về tính công khai và công bằng".[66][67]

### Hội đồng liên nghị viện
Hội đồng Liên nghị viện SNG được thành lập vào tháng 3 năm 1995, đây là một cánh nghị viện tư vấn của SNG được tạo ra nhằm thảo luận các vấn đề hợp tác nghị viện. Hội đồng tổ chức hội nghị toàn thể lần thứ 32 tại Saint Petersburg vào ngày 14 tháng 5 năm 2009. [Ukraina tham dự, tuy nhiên Uzbekistan không tham dự.

### Vị thế của tiếng Nga
Nga xúc tiến tiếng Nga nhận được vị thế chính thức tại toàn bộ các quốc gia thành viên SNG. Tiếng Nga hiện là ngôn ngữ chính thức của bốn quốc gia trong tổ chức: Nga, Belarus, Kazakhstan, và Kyrgyzstan. Tiếng Nga cũng được xem là một ngôn ngữ chính thức tại khu vực Transnistria, và khu tự trị Gagauzia tại Moldova. Ứng cử viên tổng thống Ukraina Viktor Yanukovych trong kỳ bầu cử năm 2004 tuyên bố mục tiêu của ông nhằm biến tiếng Nga thành ngôn ngữ chính thức thứ nhì của Ukraina. Tuy nhiên, người giành chiến thắng là Viktor Yushchenko không làm như vậy. Sau khi giành chiến thắng trong bầu cử tổng thống năm 2010, Yanukovych tuyên bố rằng "Ukraina sẽ tiếp tục xúc tiến ngôn ngữ Ukraina làm ngôn ngữ quốc gia duy nhất của mình".

### Sự kiện thể thao
Tại thời điểm Liên Xô tan rã vào tháng 12 năm 1991, các đội tuyển thể thao của họ đã được mời hoặc đủ điều kiện tham dự nhiều sự kiện thể thao trong năm 1992. Một đội tuyển chung của SNG tham gia một số giải đấu trong số đó. "Đội tuyển Thống nhất" tham dự trong Thế vận hội Mùa đông 1992 và Thế vận hội Mùa hè 1992, và một đội tuyển bóng đá SNG tham dự Giải vô địch bóng đá châu Âu 1992. Một đội tuyển bandy SNG thi đấu một số trận giao hữu trong tháng 1 năm 1992 và xuất hiện lần cuối trong Giải vô địch Chính phủ Nga năm 1992, trong giải họ thi đấu với đội tuyển bandy Nga. Giải vô địch bandy Liên Xô mùa 1991-1992 đổi tên thành một giải thi đấu SNG. Sau đó, các quốc gia SNG tham gia độc lập trong thể thao quốc tế.